# Menemerus zimbabwensis
Menemerus zimbabwensis is een spinnensoort in de taxonomische indeling van de springspinnen (Salticidae).
Het dier behoort tot het geslacht Menemerus. De wetenschappelijke naam van de soort werd voor het eerst geldig gepubliceerd in 1999 door Wanda Wesołowska.